# Ada Loueilh
Ada Loueilh est une réalisatrice française.

## Biographie
Après des études de lettres modernes à l'École normale supérieure de Lyon où elle a été admise en 2005, Ada Loueilh s'oriente vers le cinéma et intègre la Fémis, département « Scénario » : elle en obtient le diplôme en 2011.
Son premier long métrage, Papa Lumière, interprété notamment par Niels Arestrup, est sorti en 2015. Le scénario de Papa Lumière a été sélectionné au Forum des Auteurs du Festival international des scénaristes 2012 et a été distingué par le prix du jury du prix Sopadin Junior du meilleur scénario en 2012.

## Filmographie

### Scénariste de courts métrages
- 2009 : La lune jetée à l'eau de Loïc Barrère
- 2010 : Ruines de Roy Arida
- 2012 : Au point de rupture de Marie Loustalot

### Réalisatrice et scénariste
- 2012 : Brotherhood (court métrage)[5]
- 2015 : Papa Lumière[6],[7]